# 4151 Alanhale
4151 Alanhale è un asteroide della fascia principale. Scoperto nel 1985, presenta un'orbita caratterizzata da un semiasse maggiore pari a 3,1510445 UA e da un'eccentricità di 0,1389884, inclinata di 1,01346° rispetto all'eclittica.